# Frankliniella occidentalis
Frankliniella occidentalis (Pergande) es un insecto de la familia Thripidae que puede en muchos casos ser una plaga muy importante debido a que infecta a los cultivos con fertilización nitrogenada. Esta especie de trips es originaria de América del Norte pero en la actualidad se ha extendido a otros continentes, incluida Europa, Australia, y América del Sur principalmente debido al transporte de material vegetal infectado. Tiene más de 500 plantas huéspedes, entre las que se incluyen un gran número de frutales, hortalizas y plantas ornamentales. 

## Biología
El macho adulto es de un milímetro de longitud aproximadamente; la hembra es un poco mayor, alrededor de 1,4 mm. La mayoría de estos trips suelen ser hembras y reproducirse por partenogénesis. Los machos son escasos. Su color es variado, con algunos colores más abundantes en ciertas épocas. El color varía del rojo al amarillo y el marrón. El adulto es alargado y delgado, con dos pares de largas alas. Los huevos son ovales o arriñonados, blancos y de unos 0,2 mm de longitud. Las ninfas son amarillentas con ojos rojos.
Este insecto puede vivir en su fase adulta de dos a cinco semanas e incluso más y la ninfa puede vivir unos 20 días. Cada hembra puede poner de 40 a 100 huevos en los tejidos vegetales, a menudo en las flores, pero también en los frutos o en el follaje. Las ninfas recién eclosionadas se alimentan de la planta durante dos de sus estadios, después se dejan caer de la planta para completar otros dos estadios más.

## Daños en los cultivos
Los daños en la planta se pueden producir de diferentes modos. Los principales daños se producen por la puesta de huevos en la planta. Las plantas también son dañadas por la alimentación, que produce en las hojas unas manchas plateadas por la reacción de la planta a su saliva. Las ninfas se alimentan en los frutos recién cuajados. Este trips es también el principal vector del virus del bronceado del tomate (Tomato spotted wilt orthotospovirus), una virosis que produce grandes daños en la agricultura.
Este insecto puede ser una plaga durante todo el año, si bien en las épocas frías y lluviosas su actividad es mucho menor. Los daños pueden reducirse mediante la instalación de barreras de plantas no huésped alrededor de los cultivos y eliminando las plantas reservorio, que son las plantas por las que los trips sienten una mayor atracción tales como Datura stramonium. 
Los trips que se alimentan en las flores son atraídos por los colores brillante, especialmente por el blanco, azul y amarillo, y se posan en objetos de estos colores intentando alimentarse. Es frecuente que especies como Frankliniella tritici y Limothrips cerealium puedan "picar" a las personas en determinadas circunstancias, aunque ninguna especie se alimenta de sangre; estos picotazos no se conoce que transmitan ninguna enfermedad pero pueden producir irritación de la piel.

## Enemigos naturales
Dentro de sus enemigos naturales se incluyen chinches del género Orius. El hongo Metarhizium anisopliae también puede ser un buen elemento a utilizar en el control biológico de este insecto.